# 克拉克斯福克 (密蘇里州)
克拉克斯福克（英語：Clarks Fork）是位於美國密蘇里州庫珀縣的非建制地區。

## 歷史
克拉克斯福克的郵局於1841年設立，其後於1908年停運。

## 地理
克拉克斯福克所處的海拔為高於海平面229米（即751英呎），而該地所採用的時區為UTC-6，即北美中部時區（CST）。同時該地設有夏令時間，為UTC-6調快一小時，即UTC-5（CDT）。